# Matteo di Edessa
Matteo di Edessa (in armeno Մատթէոս Ուռհայեցի?, Matevos Urhayetsi) (Edessa, ... – Edessa, 1144) è stato un monaco cristiano bizantino, di origini armene.

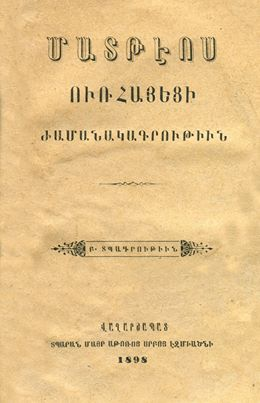
Matteo di Edessa, cronache.

Abate superiore del convento di Karmir Vanq (Convento Rosso), vicino alla città di Kaysun, a est di Marash, prima sede del trono di Baldovino I di Gerusalemme.
La Cronaca di Matteo di Edessa ricopre circa due secoli e va dalla seconda metà del IX secolo alla prima metà dell'XI secolo. 
Rappresenta una utile fonte per la storia delle prime Crociate e della lotta tra Bizantini e Arabi per il controllo della Siria settentrionale e dell'Asia Minore.
Nonostante le sue conoscenze storiche e il suo stile letterario siano alquanto limitati, rimane tuttavia la fonte primaria per gli eventi storici della regione avvenuti nella sua epoca.
Fervente patriota armeno, egli era ostile sia alla Chiesa greca che a quella di Roma, ed era un fervido nemico dei Franchi, di cui condannava l'avidità e il dispotismo.
Siamo debitori a questo storico della testimonianza di due documenti di primaria importanza per la storia della regione:
- una lettera dell'imperatore bizantino Giovanni I Zimisce al re Ashot III Bagratuni.
- il resoconto del discorso fatto dal sovrano in esilio bagratide Gagik II all'imperatore Costantino X Ducas nella Cattedrale di Hagia Sofia a Costantinopoli, riguardo alle differenze dottrinali tra la chiesa greca e quella armena.

Secondo la testimonianza dello storico arabo Abu l-Faraj, morì assassinato durante l'Assedio di Edessa (1144) da parte dell'atabeg (governatore selgiuchide) di Mosul, Zengi.